# Hōryū-ji
Hōryū-ji (法隆寺? Templul Nobilei Legi) este un templu budist din orașul Ikaruga, prefectura Nara, din Japonia. Templul este unul dintre cele mai celebre din țară, deoarece pagoda și sala sa principală sunt cele mai vechi clădiri din lemn încă existente din lume. De aceea în anul 1993, Hōryū-ji a fost inclus, împreună cu templul Hokki-ji, în lista locurilor din Patrimoniul Mondial UNESCO sub denumirea de Monumente budiste in regiunea Hōryū-ji.

## Istorie
În anul 586 d.Hr, împăratul Yōmei (585-587) a construit un sanctuar în cinstea lui Buddha Vindecătorul (Yakushi Nyorai), cu scopul de a opri o epidemie gravă. După moartea împăratului, fiul său, prințul Shōtoku a ordonat construirea unui templu peste vechiul sanctuar al tatălui său. Templul a fost terminat în anul 607 și s-a numit inițial Hōryū Gakumonji (Templul studiului și învățăturii), deoarece era mai mult un seminar pentru instruirea călugărilor budiști, apoi Hōryū-ji.
Acest templu îl are drept patron pe Buddha Shakyamuni (Shaka Nyorai). Hōryū-ji a apaținut inițial sectei Hossō, dar în anul 1950 s-a desprins de ea și a fondat o altă sectă numită Shōtoku-shū. În prezent școala Shōtoku-shū include Hōryū-ji ca templu principal și 29 temple subordonate, ca Hokki-ji, Hōrin-ji și Chūgū-ji.
La fel ca alte temple budiste japoneze, Hōryū-ji a suferit incendi și restaurări, ultima restaurație având loc în anul 1954. Templul original construit de prințul Shōtoku a fost distrus de un fulger în anul 670, dar a fost reconstruit în anul 711.

## Atracții importante
Una dintre cele mai importante atracții ale templului, pe lânga construcția sa grandioasă și vechimea sa, este Triada Shaka (釈迦三尊 Shaka-sanzon?). Triada este de fapt o sculptură a lui Buddha Shakyamuni (Shaka Nyorai) în mijloc stând pe o floare de lotus, iar în dreapta sa se află în picioare Buddha Bhaisajyaguru (Yakushi Nyorai) și în stânga se află Buddha Amitābha (Amida Nyorai). Se crede că a fost realizată în anul 623 de către sculptorul Tori Busshi. De asemenea mai există și alte atracții precum statuia lui bodhisattva Avalokiteśvara (Kannon bosatsu), dar și pictura Paradisului din Apus al lui Buddha Amida.

## Fotogalerie

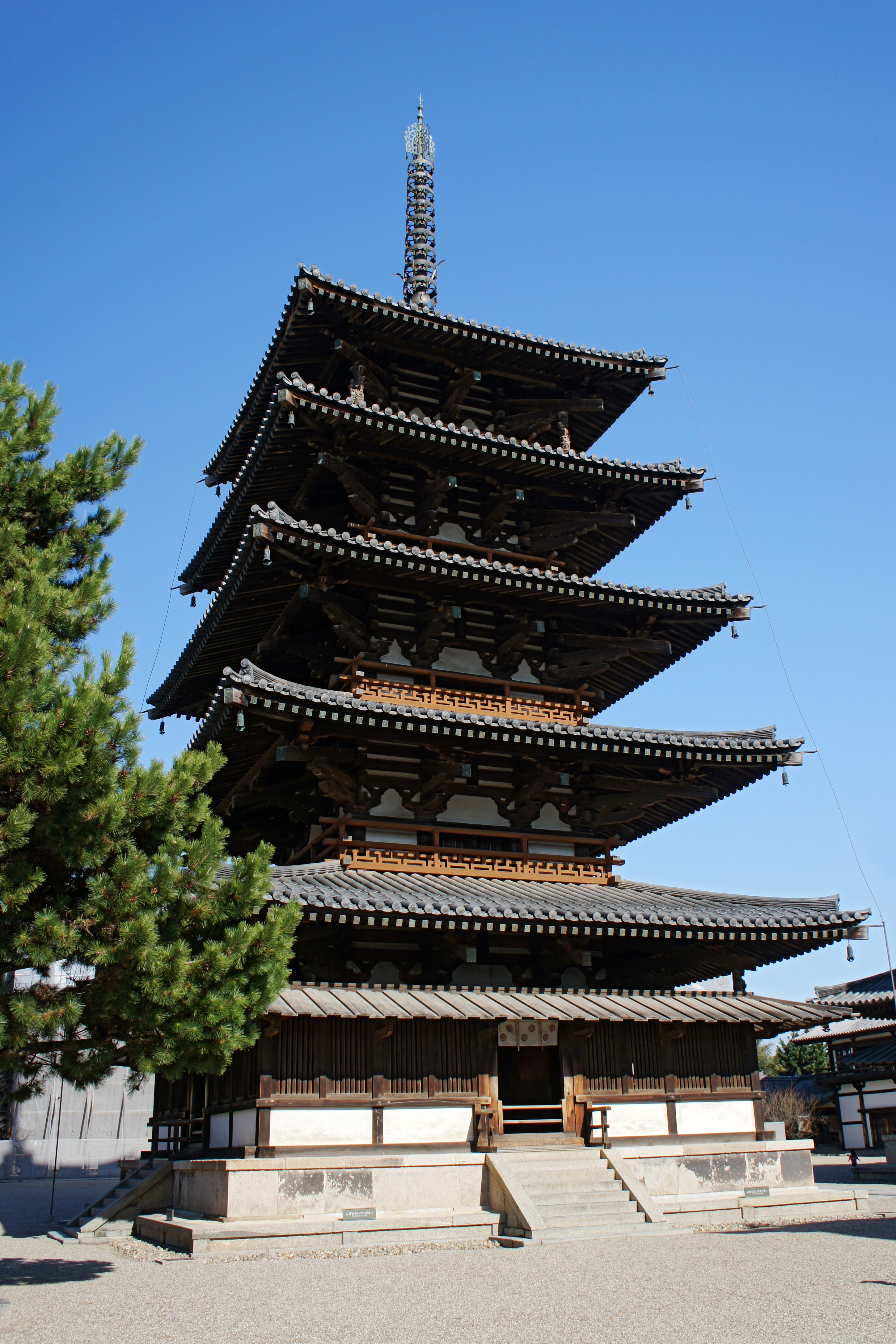
Pagoda
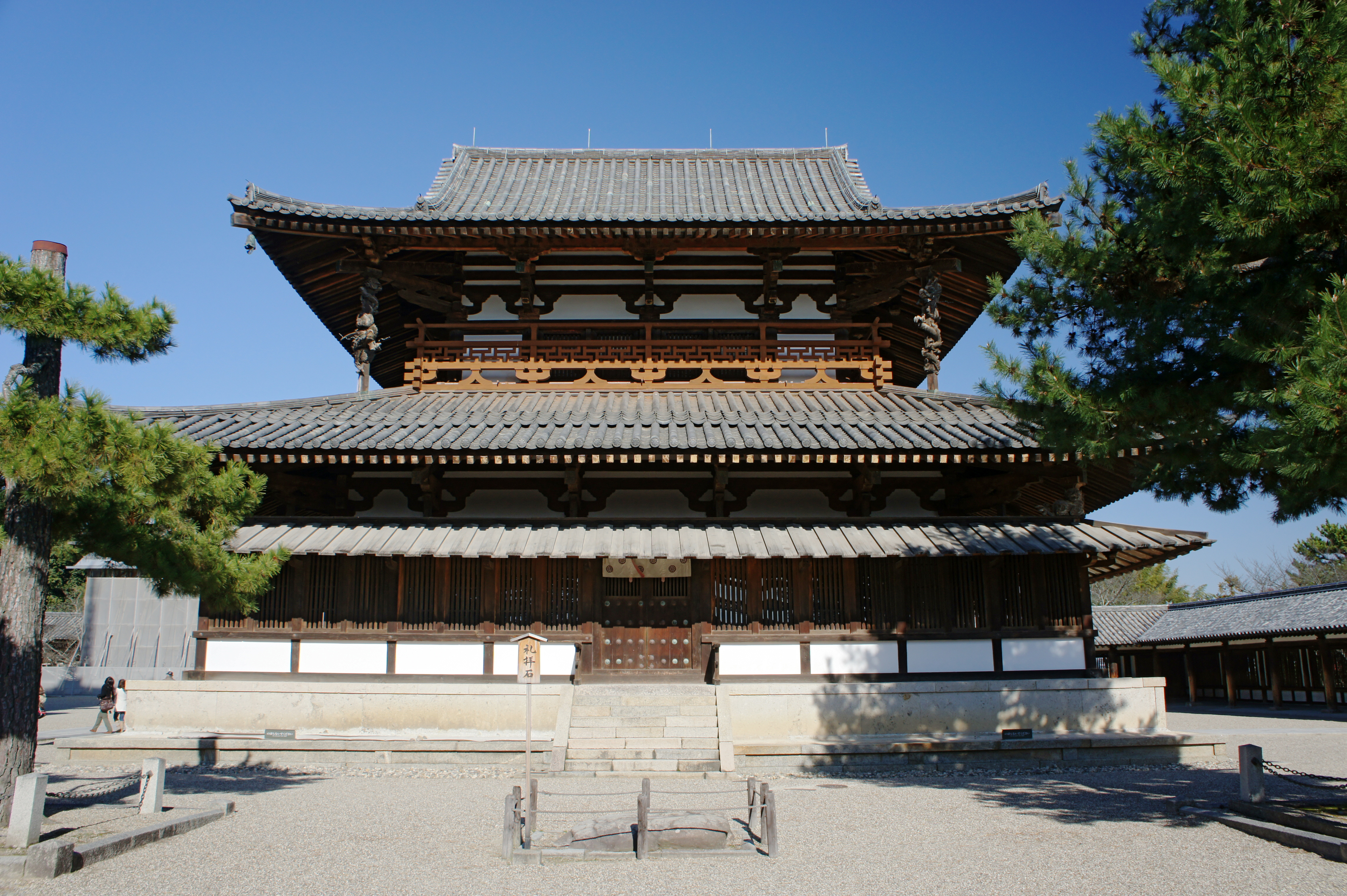
Sala de aur (金堂 Kondō?)
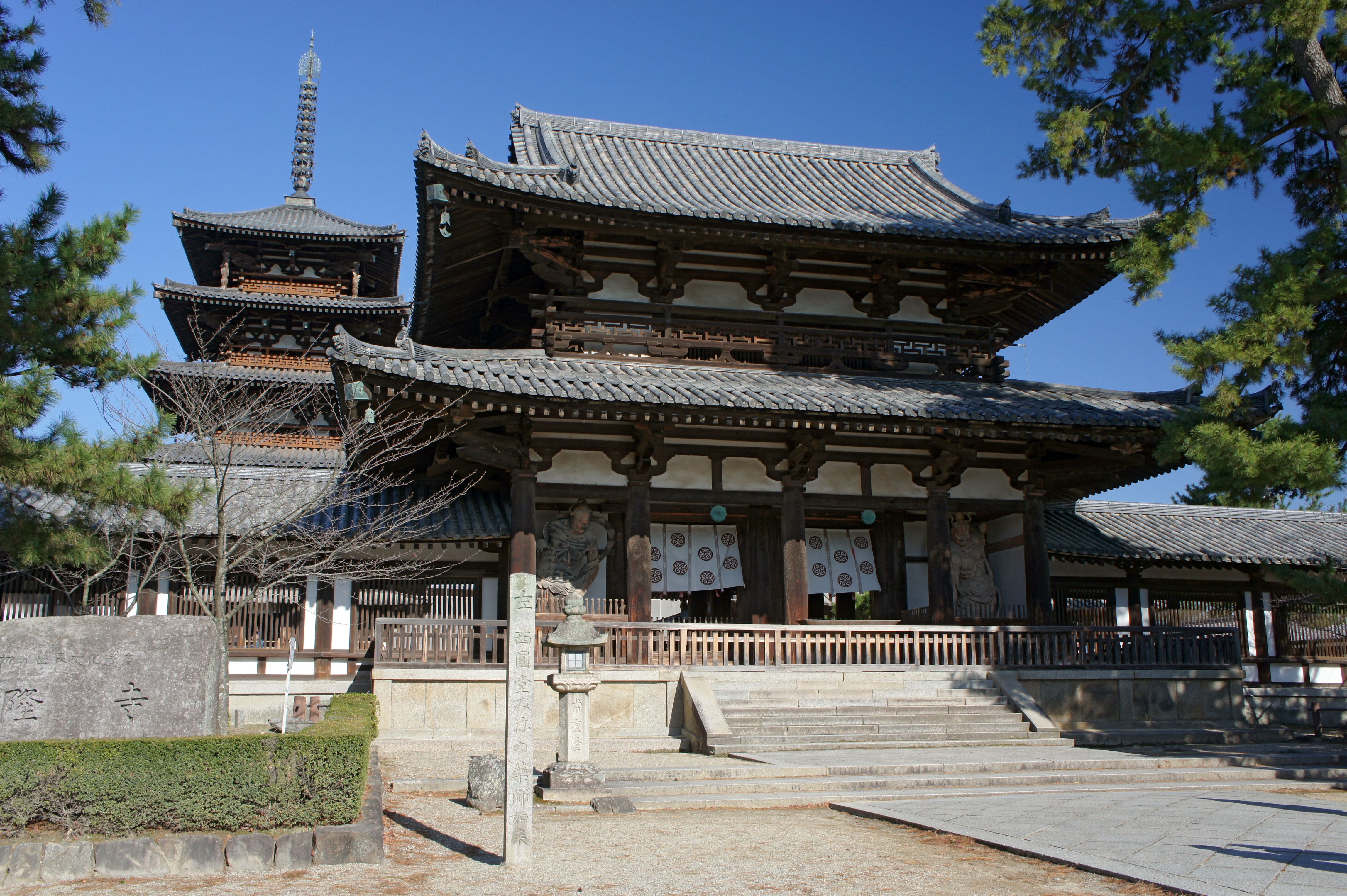
Poarta centrală (中門 Chū-Mon?), tip niōmon
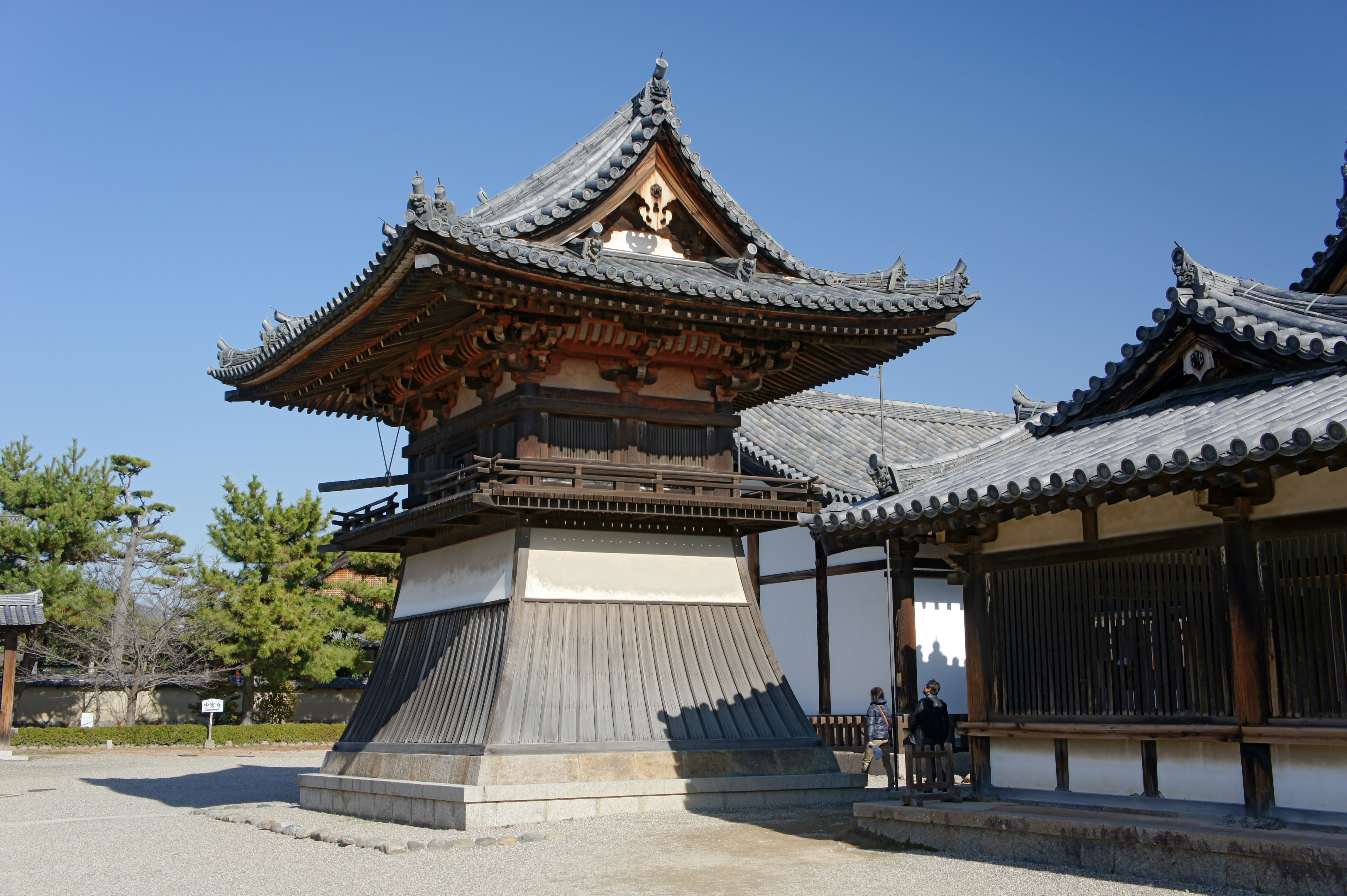
Clopotnița
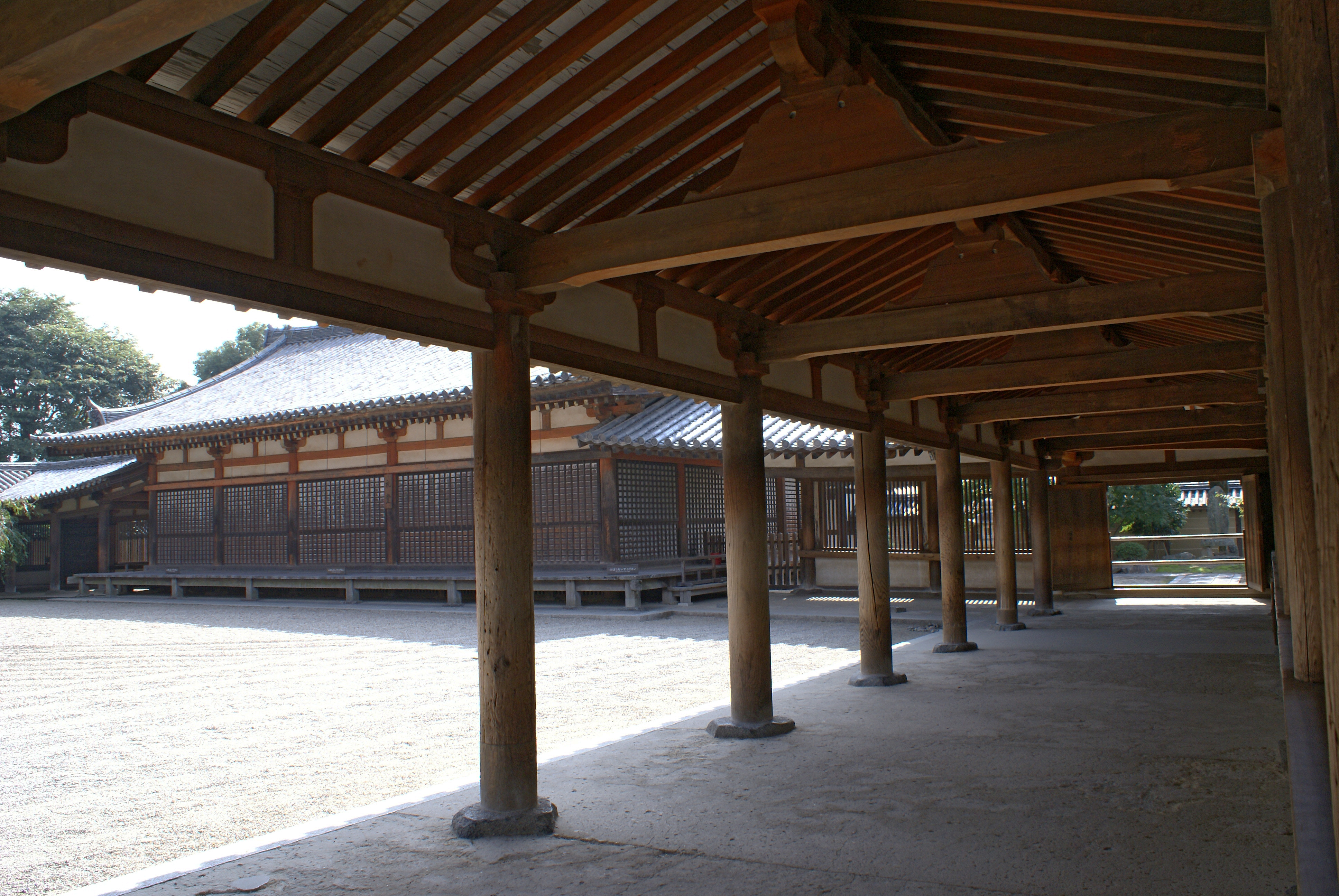
Curtea
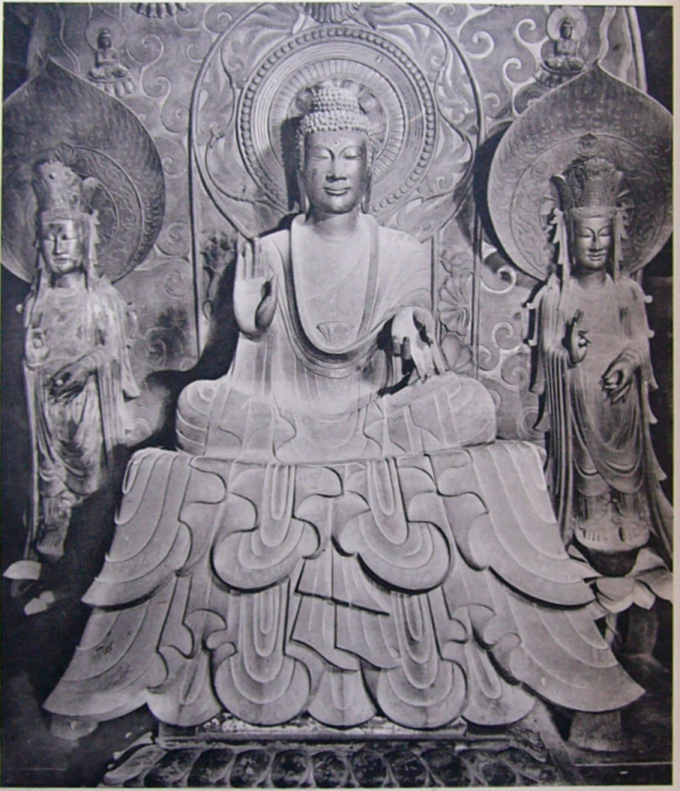
Triada Shaka din Sala de Aur

## Vezi și
- Monumente budiste in regiunea Hōryū-ji